# Blastobasis acuta
Blastobasis acuta é uma espécie de mariposa do gênero Blastobasis pertencente à família Coleophoridae.